# Tekken 4
Tekken 4 (鉄拳4?) è il quarto capitolo della saga di Tekken, serie di videogiochi appartenente alla categoria picchiaduro.
È il primo capitolo della serie a fornire un testo introduttivo diverso per ciascun personaggio all'inizio della modalità Storia. La Namco concede inoltre il salvataggio degli incontri, in modo da poter rivivere i match più emozionanti. Troviamo una maggior cura dei personaggi e sfondi interattivi, che possono in alcuni punti esser demoliti dai giocatori stessi (riflessi acquatici o colonne di marmo che si frantumano) durante l'incontro.
Inoltre da questo episodio in poi, i personaggi non hanno più un loro stage personale, tranne che per i boss.

## Trama
Sono passati due anni dal King of Iron Fist Tournament 3: Jin è fuggito in Australia, rinnegando ogni cosa dei Mishima (tra cui lo stile di combattimento), ed Heihachi ha ordinato ai suoi ricercatori di raccogliere il sangue di Ogre, ormai dissoltosi, dai suoi tessuti. Durante la ricerca, gli balza agli occhi una foto vecchia di 20 anni. Questa foto mostra un uomo mezzo bruciato, con delle protuberanze uscenti dalle spalle. Lo riconosce. È Kazuya Mishima, che credeva morto tempo fa. Le scottature sono, evidentemente, l'ultima eredità della caduta nel vulcano.
Kazuya, qualche giorno dopo la finale persa, fu recuperato dagli uomini e scienziati della G-Corporation, che si proponevano di studiare il suo DNA demoniaco. Lo stesso Mishima era interessato a questi studi, poiché egli stesso bramava di conoscere a fondo la potenza del suo gene, per poi magari controllarlo a suo piacimento e farne un'arma letale per battere suo padre. Così, acconsentì a sottoporsi agli esperimenti della G-Corporation. Le ricerche partirono bene, poi si bloccarono ad un punto morto. Anche dopo 20 anni si era in fase di stallo, di attesa.
Così, Heihachi invia un corpo di Tekken Force per rubare i dati su cui Kazuya e la G-Corporation stavano lavorando da tempo. Ma le cose non vanno come da lui previsto, infatti suo figlio, assunte forme semi-demoniache, stermina letteralmente tutta l'armata del padre. I pochi superstiti installano una bomba nel laboratorio della G-Corp. e si lasciano esplodere. Kazuya Mishima, furibondo per la nuova intromissione del genitore, sparisce nelle fiamme e medita vendetta.
Poco tempo dopo, Heihachi prepara una trappola e annuncia il Tekken 4, con il solo scopo di attirare Jin e Kazuya, per catturarli ed impossessarsi del loro gene demoniaco. Quest'ultimo capisce le intenzioni del padre, ma decide di iscriversi e rischiare il tutto per tutto: è l'occasione per sistemare i conti di famiglia una volta per tutte.
Come al solito, però, la trama vede protagonisti anche altri personaggi: Steve Fox, un pugile britannico, vuole scoprire il suo passato (scoprirà in seguito di essere il figlio di Nina Williams), il successore di King, King II (un bimbo dell'orfanotrofio), vuole uccidere Craig Marduk, assassino di Armor King. Paul Phoenix, che in Tekken aveva strappato un pareggio a Kazuya, vuole lavare l'onta. Yoshimitsu partecipa per mettere mano al patrimonio Mishima e utilizzarlo per beneficenza, Christie Monteiro partecipa per cercare Eddy Gordo.
Inizia così una battaglia su tre fronti (Heihachi-Kazuya-Jin), arricchita da new-entry e vecchie glorie.

### Epilogo
Come rivelato nel seguito di questo gioco (Tekken 5), il vero epilogo del quarto torneo di Tekken è un misto dei finali di Heihachi, Kazuya e Jin. Infatti la prima parte del finale combacia con quello di Heihachi, con quest'ultimo che batte Kazuya riconfermandosi campione di Tekken e poi lo conduce nel complesso Honmaru per imprigionarlo insieme a Jin. Successivamente, però, avviene quanto mostrato nel finale di Kazuya con questi che con i poteri di Devil mette fuori combattimento il padre per poi tentare di assorbire la forza demoniaca di suo figlio, Jin. In seguito il resto del finale è quello mostrato nello scenario di Jin dove quest'ultimo viene risvegliato dal padre e gli si oppone sconfiggendo sia lui che suo nonno Heihachi. Successivamente anche se trasformato in Devil Jin decide di risparmiare ad entrambi la vita grazie al ricordo di sua madre Jun.
Altri finali che combaciano con la continuity della serie ma con alcune divergenze sono quelli di Bryan Fury, Nina Williams e King. Il finale di Bryan viene confermato interamente canonico, sebbene non la sua vittoria al torneo, ma solo la parte in cui quest'ultimo, aggredisce Abel e poi perde le forze venendo salvato da Yoshimitsu che lo conduce nel laboratorio di Bosconovitch. A quanto pare successivamente Bryan ha tradito Yoshimitsu, Bosconovitch e il Manji Clan uccidendo molti membri di questi ultimi e ferendo gravemente Bosconovitch dopo che gli aveva fornito un nuovo corpo più potente del precedente. Yoshimitsu giurò per tanto di eliminarlo per vendicarsi dell'affronto. Fu allora che nacque la rivalità tra Yoshimitsu e Bryan Fury. 
I finali di Nina, Steve e Lei, sono parzialmente in continuity con la serie. Oltre al fatto che nessuno di loro vinse il torneo, viene detto in Tekken 5, che fu il Sindacato stesso a dirle che il suo bersaglio, Steve Fox, era suo figlio contando sulla noncuranza con cui ella svolgeva le sue missioni. Ma alla fine Nina si rifiutò di eliminare Steve. Successivamente Lei Wulong rivelò a Steve che Nina era sua madre, e riuscì comunque a sgominare il Sindacato arrestandone i componenti.
Il finale di King combacia perfettamente con Tekken 5, con la differenza che viene detto che King non vinse il quarto torneo ma si ritirò dopo aver sconfitto Marduk, per uccidere quest'ultimo all'ospedale dove lo avevano ricoverato dopo lo scontro, vendicando così il suo mentore Armor King ucciso da Marduk. Tuttavia alla fine capì che la vendetta non gli avrebbe dato alcuna soddisfazione e decise di risparmiarlo. Successivamente in Tekken 5 viene detto che appena ripresosi del tutto, Marduk approfittò del quinto torneo del pugno di ferro per sfidare King ad un re-match.
Gli altri finali non coincidono con la continuity della serie e sono quindi da considerarsi mai accaduti. In Tekken 5, però, abbiamo notizie dei risultati circa alcuni degli incontri che si sono svolti canonicamente in Tekken 4, come la vittoria di Kazuya Mishima su Lee Chaolan e la vittoria di Kuma su Paul Phoenix. Veniamo anche a sapere che King si ritirò dal torneo dopo aver sconfitto Marduk e che Hwoarang arrivò ai quarti di finale ma fu costretto ad abbandonare il torneo quando fu arrestato dall'esercito Coreano, per essere un disertore.

## Personaggi

### Nuovi personaggi
- Christie Monteiro
- Combot (da sbloccare)[5]
- Craig Marduk
- Miharu Hirano (da sbloccare come variante costumistica di Ling Xiaoyu)[6]
- Steve Fox

### Vecchi personaggi
- Bryan Fury (da sbloccare)[5]
- Eddy Gordo (da sbloccare come variante costumistica di Christie Monteiro)[7]
- Heihachi Mishima (da sbloccare)[5]
- Hwoarang
- Jin Kazama (da sbloccare)[5]
- Julia Chang (da sbloccare)[5]
- Kazuya Mishima
- King
- Kuma (da sbloccare)[5]
- Lee Chaolan (da sbloccare insieme alla sua "variante costumistica dotata di prologo a sé stante" Violet)[5]
- Lei Wulong (da sbloccare)[5]
- Ling Xiaoyu
- Marshall Law
- Nina Williams (da sbloccare)[5]
- Panda (da sbloccare come "variante costumistica dotata di prologo ed epilogo a sé stanti" di Kuma)[5]
- Paul Phoenix
- Yoshimitsu

## Tekken Force
Modalità di gioco lanciata dal terzo capitolo della saga, dove in questo episodio viene esaltata dalla potenza grafica della PlayStation 2.
Una volta scelto il personaggio si devono affrontare gli scagnozzi di Heihachi Mishima con un boss di fine livello, raccogliendo i vari bonus rinforzanti lungo la strada.
È di sicuro un buon allenamento agli incontri singoli, in quanto richiede velocità e prontezza di riflessi legata ad una buona conoscenza tecnica del personaggio.
Sono presenti quattro livelli:
- 1) Edificio di ricerca, boss Combot.
- 2) Giungla, boss Panda o Kuma.
- 3) Basilica oscura, boss Kazuya Mishima.
- 4) Honmaru, boss Heihachi Mishima.